# Кандия-Ломеллина
Кандия-Ломеллина (итал. Candia Lomellina) — коммуна в Италии, располагается в регионе Ломбардия, подчиняется административному центру Павия.
Население составляет 1646 человек, плотность населения составляет 61 чел./км². Занимает площадь 27 км². Почтовый индекс — 27031. Телефонный код — 0384.
Покровителями коммуны почитаются Пресвятая Богородица, празднование в первое воскресение и первый понедельник октября, а также San Carlo.

## Памятники
- Церковь Братства и церковь Троицы с фресками Джузеппе Амизани